# Regió Flamenca
La Regió Flamenca (en neerlandès: «Vlaams Gewest»), també dita Flandes (en neerlandès: «Vlaanderen»), és una de les tres regions que componen Bèlgica. La seva capital és Brussel·les i es constitueix, com ja preveu l'Article 5 de la Constitució belga, de les províncies de Anvers, Brabant Flamenc, Flandes Oriental, Flandes Occidental i Limburg.
La regió té una superfície de 13.522 km² i una població d'aproximadament 6.350.000 habitants, la qual cosa representa un 40% de la superfície i un 60% de la població belga.

## Història
Durant la guerra de les Gàl·lies, Juli Cèsar va incorporar aquest territori a la República Romana. Es va veure afectada per les invasions germàniques del segle v. Els germànics que s'hi van assentar van ser els francs ripuaris. Després es va veure sotmesa en poder dels merovingis, que van dividir el territori en comtats. En aquesta època es van crear abadies benedictines com la de Sant Bertí.
Regnant Balduí II (comte des de 879 fins a 918), es va crear el comtat de Flandes, l'any 892. No obstant això, va quedar dividit quan els districtes van passar a domini francès en el segle xii. Les restants parts de Flandes van caure en poder del veí comtat de Hainaut, en 1191.
Durant la Baixa Edat mitjana, les ciutats comerciants (especialment Gant, Brugge i Ieper) van fer de Flandes una de les regions més urbanitzades d'Europa, teixint llana de les terres veïnes, fabricant teixits tant per a ús domèstic com per a l'exportació.
Tota la zona va passar als ducs de Borgonya en 1384, en 1477 a la dinastia dels Habsburg i, amb Carles I, fou inclosa a l'Imperi Espanyol. En 1512 van formar una circumscripció pròpia, la Circumscripció de Borgonya. El comtat de Flandes va continuar sent un feu francès en els seus territoris occidentals, i un senyoriu del Sacre Imperi Romanogermànic en la part oriental. En 1526, Francesc I de França va cedir el comtat de Flandes a Carles I pel tractat de Madrid. Això es va confirmar en la Pau de les Dames de Cambrai de 1529. La sobirania es va transmetre des del regne de França al Sacre Imperi Romanogermànic.

### Flandes als Països Baixos

#### La Reforma
Les 95 tesis de Luter, publicades en 1517, van tenir un profund efecte als Països Baixos. Entre els rics comerciants d'Anvers, les creences luteranes dels comerciants hanseàtics alemanys van trobar atractiu, potser en part a causa de raons econòmiques. La difusió del protestantisme en aquesta ciutat es va veure afavorida per la presència d'un claustre agustinià (fundat en 1514) al barri de St. Andries. Luter, ell mateix un agustinià, havia ensenyat a alguns dels monjos, i les seves obres estaven impreses en 1518. Carles V va ordenar que es tanqués aquest claustre al voltant dels anys 1525. Els primers màrtirs luterans van venir d'Anvers. La Reforma va donar com a resultat ones consecutives de reforma que se superposaven: una luterana, seguida per una militant anabaptista, després una mennonita i finalment el moviment calvinista. Aquests moviments van existir cadascun amb independència de la resta.
La Pragmàtica Sanció de 1549, emesa per Carles V, va establir els Països Baixos com les Disset Províncies (o Països Baixos espanyols en el seu sentit més ampli) com una entitat separada del Sacre Imperi Romanogermànic i de França. El cisma entre les províncies septentrionals calvinistes i les meridionals catòliques va donar com a resultat la Unió d'Utrecht i la Unió d'Arràs (Atrecht en neerlandès), respectivament.

#### Beeldenstorm

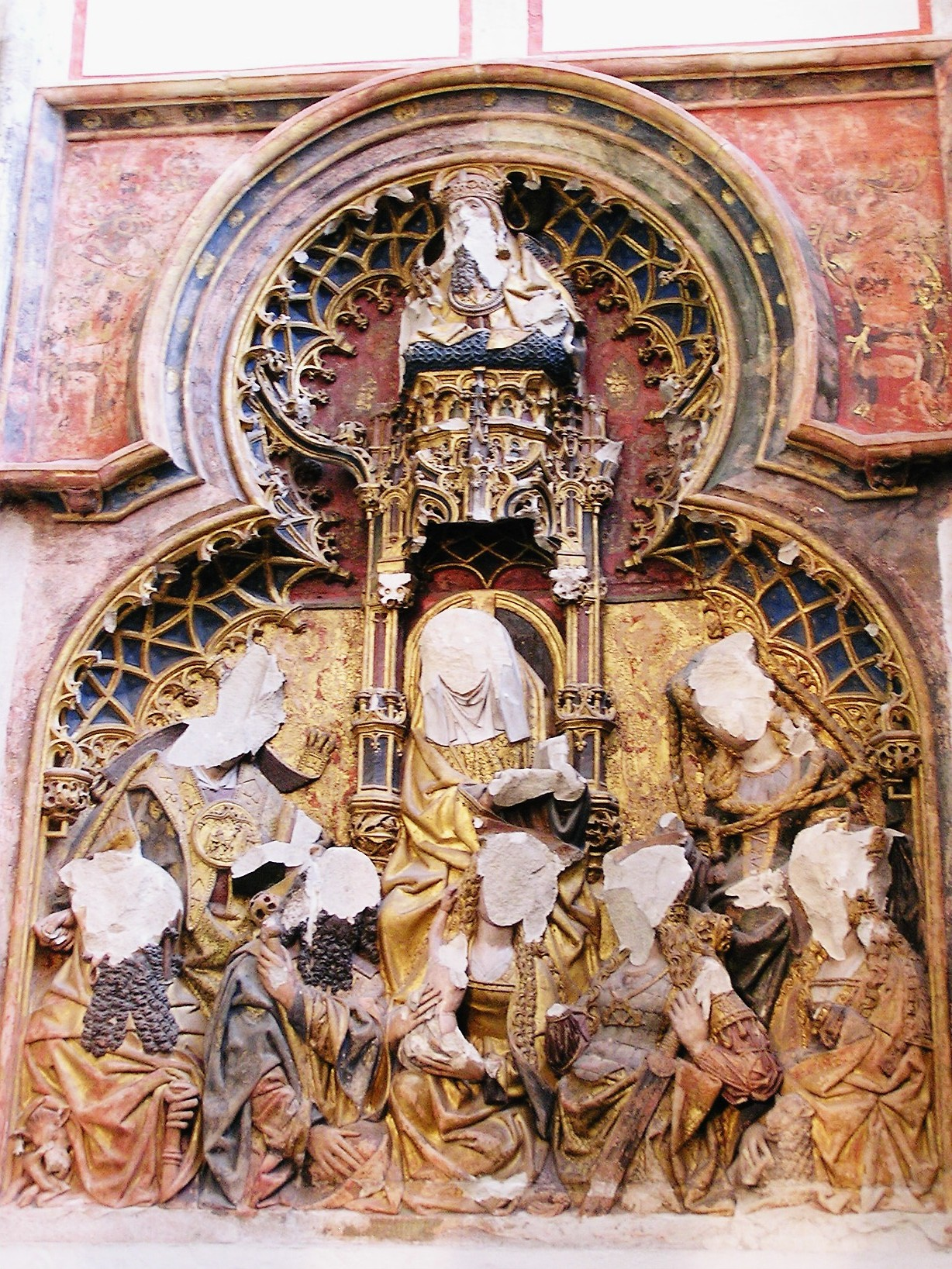
Estàtues en relleu de la Catedral de Sant Martí, Utrecht, Països Baixos atacades durant la iconoclàstia reformista en el.

Un tret distintiu de la Reforma va ser la creença que una excessiva celebració dels sants i les seves imatges s'havia convertit en idolatria. Els esforços per acabar amb ella van portar a la iconoclàstia de 1566 (la Beeldenstorm) – la demolició d'estàtues i pintures que representaven sants. Això es relacionava amb la guerra de religió que s'estava desenvolupant entre catòlics i protestants, especialment els anabaptistes. El Beeldenstorm va començar en el que actualment és el districte de Dunkerque al Flandes francès, amb sermons a l'aire lliure (en neerlandès, hagepreken). El primer va tenir lloc al Cloostervelt prop de Hondschoote. El primer gran sermó es va celebrar prop de Boeschepe el 12 de juliol de 1562. Aquests sermons a l'aire lliure, en la seva majoria de signe anabaptista o mennonita, es van difondre arreu del país. El 10 d'agost de 1566 al final de la peregrinació entre Hondschoote i Steenvoorde, la capella del Sint-Laurensklooster (Monestir de Sant Llorenç) va ser desfigurada pels protestants. La iconoclàstia va donar com a resultat no sols la destrucció de l'art catòlic, sinó també la vida de molts sacerdots. Després es va estendre a Anvers, i el 22 d'agost, a Gant. Es va atacar una catedral, vuit esglésies, vint-i-cinc claustres, deu hospitals i set capelles. Des d'allí, es va estendre encara més a l'est i al nord, però en total no va durar més d'un mes.
El fill de Carles I, el rei Felip II d'Espanya, un devot catòlic i autoproclamat protector de la Contrareforma, qui era també el duc, comte o senyor de cadascuna de les Disset Províncies, va suprimir el calvinisme a Flandes, Brabant i Holanda. El que avui es correspon aproximadament amb el Limburg Belga era part del Bisbat de Lieja i era catòlic de facto. Part del que avui és el Limburg holandès donava suport a la Unió d'Arràs, però no la va signar.

#### La guerra dels Vuitanta Anys
En 1568 les Disset Províncies que van signar la Unió d'Utrecht van començar una revolta contra Felip II: la guerra dels Vuitanta Anys. Les tropes espanyoles ràpidament van començar a combatre els rebels, però abans que la revolta pogués ser totalment derrotada, havia esclatat la guerra entre Anglaterra i l'Imperi Espanyol, forçant les tropes espanyoles de Felip a detenir el seu avanç. Mentrestant, els exèrcits espanyols ja havien conquistat les importants ciutats comercials de Bruixes i Gant. Anvers, que era un dels ports més importants del moment, també havia de ser reconquerida. El 17 d'agost de 1585, va caure Anvers. A partir de 1568 i fins a 1648 es va desenvolupar la guerra dels Vuitanta Anys entre el que a partir de 1585 eren els Països Baixos dels Habsburg al Sud i les Províncies Unides del nord.

#### Els Països Baixos meridionals

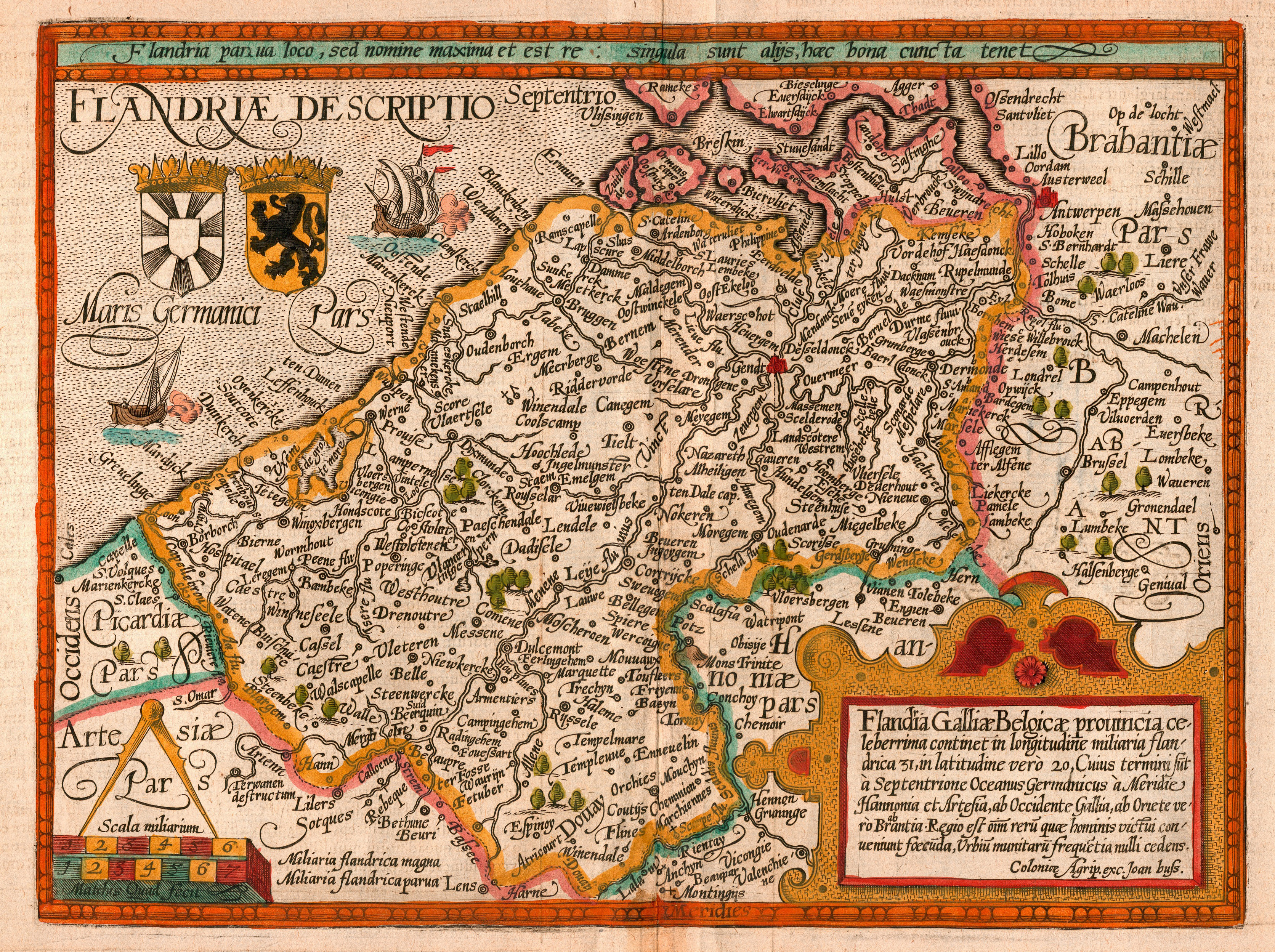
Mapa de 1609 del comtat de Flandes.

Els districtes occidentals de Flandes van passar finalment a França després de diferents tractats de 1659 (Artois), 1668, i 1678. Així, la regió de Dunkerque va passar a formar part de França des de 1662 i la de Lilla en 1668. El Tractat d'Utrecht (1713) va deixar la resta de Flandes als Habsburg d'Àustria.
Durant la Revolució francesa, les tropes republicanes van envair aquest Flandes austríac. En el Congrés de Viena (1814), Flandes va ser declarat com a província dels Països Baixos.

### Regne de Bèlgica
En 1830 es va crear el Regne de Bèlgica, i Flandes va ser una de les províncies que ho va formar. Aquest territori es va veure afectat tant per la Primera Guerra Mundial com per la Segona. Flandes, com el conjunt de Bèlgica, va ser testimoni de part de les grans pèrdues humanes del Front occidental en la Primera Guerra Mundial, en particular per les tres batalles de Ypres. A causa dels centenars de milers de baixes en Ypres, les roselles que van brollar després en el camp de batalla, més tard immortalitzades en el poema canadenc «In Flanders Fields», escrit per John McCrae, s'han convertit en un símbol de les vides perdudes en la guerra. Durant el període d'entreguerres i la Segona Guerra Mundial, van sorgir a Bèlgica diversos partits nacionalistes i d'extrema dreta, i d'ells els flamencs es nodrien del sentiment de discriminació pels valons contra els flamencs. El govern alemany va prometre als flamencs més drets, per la qual cosa alguns d'ells van col·laborar amb el règim nazi.
Després de la guerra, els col·laboracionistes (o gent que era Zwart, «Negra» durant la guerra) van ser perseguits i castigats. I entre ells hi havia molts nacionalistes flamencs, el principal objectiu dels quals era obtenir més drets per a Flandes. Com a resultat d'això, fins a l'actualitat el nacionalisme flamenc se sol associar a la dreta política i les ideologies feixistes. Particularment des de la Segona Guerra Mundial, Flandes ha sofert una espectacular transformació: ha passat de ser una regió agrícola en el segle xix i començaments del segle xx, a una regió que va créixer i va prosperar amb una gran fortalesa econòmica. L'educació, un pròsper clima social i una gran productivitat van ser els factors crucials en aquesta evolució.

## Institucions i política
La ciutat de Brussel·les combina la seva condició de seu de la Comissió Europea i altres institucions de la Unió Europea (UE), així com d'altres organismes internacionals, a més té un caràcter cosmopolita i alhora tradicional. Importants llocs són: la Grote Markt, una de les places més belles del món; l'Ajuntament, d'estil gòtic flamíger; la Casa del Rei i els 39 edificis gremials, amb les seves belles façanes barroques; el Museu Nacional del Còmic; el Manneken Pis; el Barri Real; la Catedral de San Miguel i Santa Gúdula; el Sablon; el Parc del Cinquantenari; el Atomium, etc.

## Divisió administrativa
| Província | Província                            | Capital            | Districtes                                                             | Població (1 de gener de 2018) | Àrea      | Densitat de població |
| --------- | ------------------------------------ | ------------------ | ---------------------------------------------------------------------- | ----------------------------- | --------- | -------------------- |
| 1         | Anvers (Antwerpen)                   | Anvers (Antwerpen) | Antwerpen, Mechelen, Turnhout                                          | 1,847,486                     | 2,867 km² | 644 / km²            |
| 2         | Limburg (Limburg)                    | Hasselt            | Hasselt, Maaseik, Tongeren                                             | 870,880                       | 2,414 km² | 361 / km²            |
| 3         | Flandes Oriental (Oost-Vlaanderen)   | Ghent (Gent)       | Aalst, Dendermonde, Eeklo, Gent, Oudenaarde, Sint-Niklaas              | 1,505,053                     | 2,991 km² | 503 / km²            |
| 4         | Brabant Flamenc (Vlaams-Brabant)     | Leuven             | Halle-Vilvoorde, Leuven                                                | 1,138,489                     | 2,106 km² | 541 / km²            |
| 5         | Flandes Occidental (West-Vlaanderen) | Bruges (Brugge)    | Brugge, Diksmuide, Ieper, Kortrijk, Oostende, Roeselare, Tielt, Veurne | 1,191,059                     | 3,125 km² | 381 / km²            |

### Municipis
La Regió de Flandes té 300 municipis. Les ciutats més poblades de la regió, segons dades de l'1 de gener de 2010 (segons l'INS):
1. Anvers (524.359);[5]
2. Gand (261.475);[6]
3. Bruges (118.241) ;
4. Lovaina (101.488) ;
5. Malines (86.482) ;
6. Alost (86.482) ;
7. Hasselt (78.223) ;
8. Kortrijk (76.701) ;
9. Sint-Niklaas (77.644) ;
10. Ostende (71.405) ;
11. Genk (66.171) ;
12. Roeselare (62.789).

## Idioma

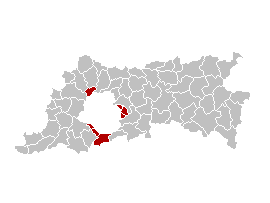
Municipis amb facilitats lingüístiques al voltant de Brussel·les.

Tot i que la regió i els seus 300 municipis són oficialment unilingües (neerlandès), la minoria francòfona disposa, a 12 municipis, de certs drets lingüístics. Segons l'associació per la promoció de la francofonia a Flandes, la regió flamenca comptava en 2009 amb més de 350.000 persones de llengua materna francesa, dels que la meitat resideixen al Brabant flamenc.

## Ciutats principals
Bruges (Brugge): és una ciutat amb obres arquitectòniques notables, sent alguns pols d'atracció turística els canals medievals, la plaça major, l'ajuntament del segle xiv, el palau del Brugse vrije, la catedral de San Salvador, la Basílica de la Santa Sang i el Beateri.
Anvers (Antwerpen): als marges del riu Escalda, és la ciutat natal de pintors com Rubens o Van Dyck. També coneguda pel seu treball amb els diamants. Algunes de les possibilitats més destacades per a visitar són: la Plaça Major, l'Ajuntament, la seva Catedral Gòtica, la casa de Rubens, el Museu Plantin Moretus, el museu de Belles arts i el Museu Provincial del Diamant.

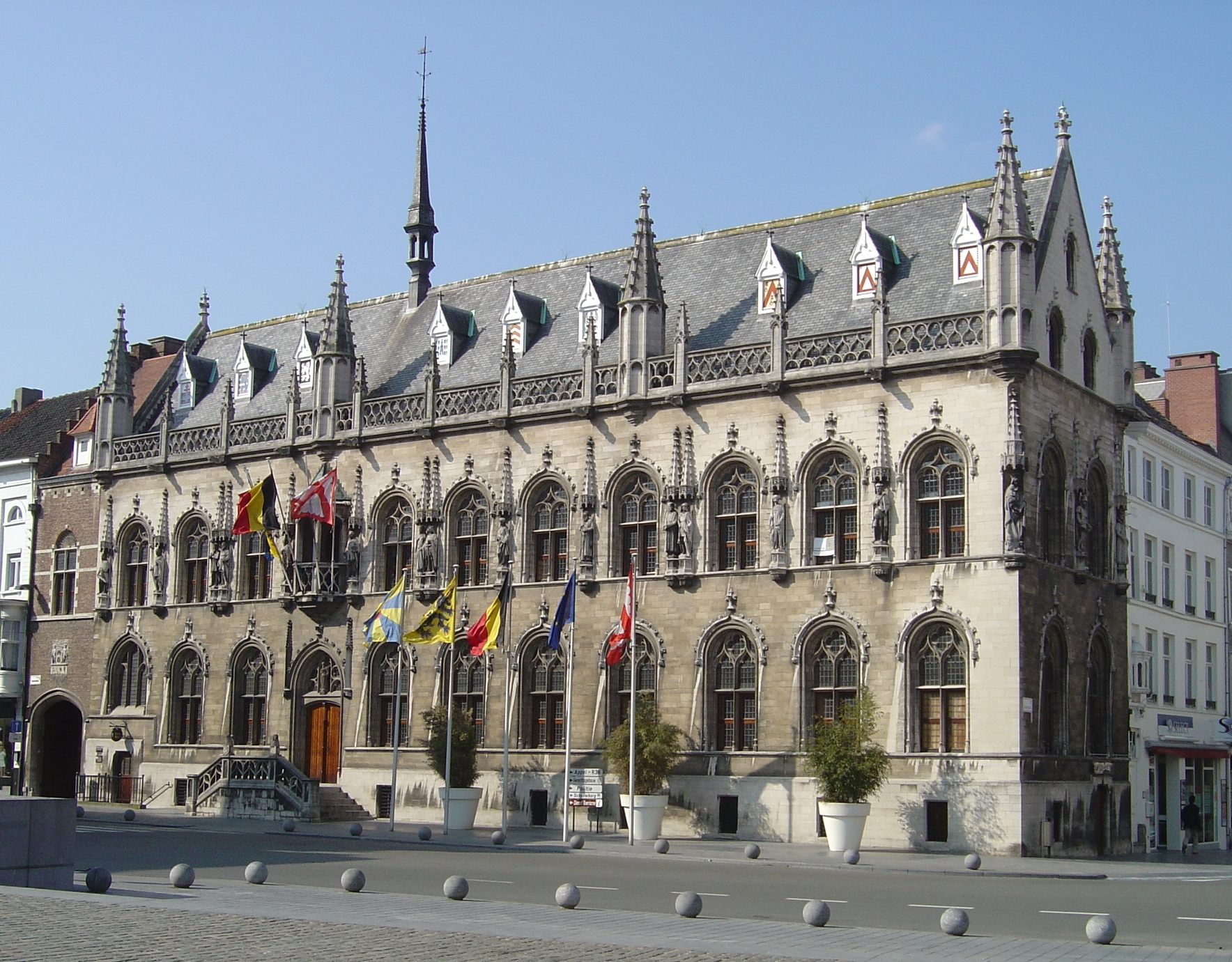
Ajuntament de Kortrijk.

Gant (Gent): establerta en l'encreuament dels rius Lys i Escalda. Geogràficament situada a escassos 30 minuts d'altres ciutats com a Bruixotes, Anvers i Brussel·les. Conté molts punts d'interès com el Castell dels Comtes, el Moll dels herboristes i el del blat, el barri de Patershol i la catedral de Sant Bavó.
Kortrijk (Kortrijk): se situa en la zona del Flandes occidental amb una situació privilegiada, entre Bruixes, Gant i Lilla. És una preciosa i històrica població d'aspecte medieval, en els contraforts del riu Leie. La vida de Kortrijk ha estat sempre íntimament lligada al seu riu, ja que aquest alimenta amb les seves aigües les fàbriques de teixits de lli en els quals es realitzen els famosos draps de Flandes.
Lovaina (Leuven): és la ciutat universitària de Flandes per excel·lència. La seva universitat va ser fundada en 1425. Lovaina també és coneguda pel seu Grote Markt o Plaça Major, l'església de Sant Pere, l'imponent Ajuntament, el Saló dels Teixits (De Lakenhallen), el Col·legi Van Dale, l'església de Sant Miquel i el Gran Beateri.
Malinas (Mechelen): ciutat molt important a conseqüència de diferents condicions històriques com ser la capital dels Països Baixos (durant el període dels ducs de Borgonya), centre neuràlgic del poder clerical i ciutat en la qual l'emperador Carles V va viure un llarg període. Per tot això i molt més Malinas posseeix la preciosa catedral de Sant Romuald, l'església de Sant Joan i la de Sant Pere i Sant Pau. També presenta gran interès cultural l'escola de carillons i els tallers de restauració de tapissos.
| Organització político-administrativa |
| La regió de Flandes té 300 municipis dividits entre 5 províncies: 1. Província d'Anvers (Antwerpen) 2. Brabant Flamenc (Vlaams-Brabant) 3. Flandes Occidental (West-Vlaanderen) 4. Flandes Oriental (Oost-Vlaanderen) 5. Limburg (Limburg) |

## Economia
Flandes concentra la major part de la riquesa nacional de Bèlgica. L'actual economia flamenca està basada principalment en les exportacions. Flandes té la major taxa d'exportació per capita en el món. És una zona que es destaca tant en l'industrial com en el comercial, famosa per les seves formatges, cervesas i pinturas.

## Cultura i societat
Flandes compta amb el 57,9% de la població total belga. En aquesta regió es parla neerlandès, denominat també flamenc, que coneix i empra fins a un 70% de la població belga.
Els grans mestres de la pintura Van Eyck, Brueghel, Rubens i Van Dyck, entre d'altres, van néixer i van dur a terme els seus treballs a Flandes. Va existir una autèntica escola flamenca de pintura de fama i abast internacionals.
A la primavera es disputa una important prova ciclista anomenada el Tour de Flandes.

## L'art barroc
Enfront d'Holanda, en el segle xvii Flandes continua romanent sota la influència catòlica d'Espanya.

En arquitectura el gòtic donarà pas al barroc, a causa de l'escàs desenvolupament del Renaixement. Es construiran un gran nombre de convents i abadies barrocs, dels nombrosos ordes religiosos que s'hi van instal·lar, amb estructures sumptuoses, que recullen els ressons de les construccions principesques.

Però com en èpoques anteriors, la manifestació artística més destacada i rica és la pictòrica, que enllaça amb la pintura flamenca tradicional i que mostra un desenvolupament paral·lel a la pintura holandesa, incloent els nous gèneres que s'hi desenvolupen.
Es mantindrà la preocupació per l'art italià, i la constant relació sobretot amb pintors venecians. La figura més destacada, i un dels genis de la pintura universal de totes les èpoques, és Pieter Paul Rubens, l'obra de les quals tindrà una gran importància transcendental en la resta d'Europa. Al seu costat hi treballen pintors d'una gran qualitat com Jacob Jordaens, David Teniers el Jove, i Anton van Dyck.

## Eleccions regionals a Flandes
|                        | Any 2019 | Any 2019 | Any 2014 | Any 2014 | Any 2009 | Any 2009 | Any 2004 | Any 2004 | Any 1999 | Any 1999 | Any 1995 | Any 1995 |
| Partit                 | %        | Escons   | %        | Escons   | %        | Escons   | %        | Escons   | %        | Escons   | %        | Escons   |
| N-VA                   |          | 35       | 31,9     | 43       | 13,1     | 16       | 26,1     | 35       | 22,1     | 28       | 26,8     | 35       |
| Vlaams Belang          |          | 23       | 5,9      | 6        | 15,3     | 21       | 24,2     | 32       | 15,5     | 20       | 12,3     | 15       |
| CD&V                   |          | 19       | 20,5     | 27       | 22,9     | 31       | 26,1     | 34       | 22,1     | 28       | 26,8     | 35       |
| Open Vld (i Vivant)    |          | 16       | 14,2     | 19       | 15       | 21       | 19,8     | 25       | 22,2     | 27       | 20,2     | 26       |
| Groen!                 |          | 14       | 8,7      | 10       | 6,8      | 7        | 7,6      | 6        | 11,6     | 12       | 7,1      | 7        |
| sp.a (i Spirit)        |          | 13       | 14       | 18       | 15,3     | 19       | 19,7     | 25       | 15       | 19       | 19,4     | 25       |
| PVDA                   |          | 4        | 2,5      | 0        | 1        | 0        |          |          |          |          |          |          |
| Union des Francophones |          |          | 0,8      | 1        | 1,2      | 1        | 1,1      | 1        | 0,9      | 1        | 1,2      | 1        |
| LDD (Llista De Decker) |          |          |          |          | 7.6      | 8        |          |          |          |          |          |          |
| Volksunie              |          |          |          |          |          |          |          |          | 9,3      | 11       | 9        | 9        |